# 11332 Jameswatt
A 11332 Jameswatt (ideiglenes jelöléssel 1996 GO20) a Naprendszer kisbolygóövében található aszteroida. Eric Walter Elst fedezte fel.
Nevét James Watt (1736–1819) skót feltaláló után kapta.